# عبد الكريم تتان
عبد الكريم تَتَّان عالم دين سُنّي سوري، ولد في حماة عام 1941، وله العديد من المؤلفات الدينية التي تهتم بمواضيع الفقه والأخلاق والعقائد.

## السيرة الذاتية
ولد الشيخ عبد الكريم تتان في 17 نيسان في مدينة السلمية التابعة لمحافظة حماة في سوريا عام 1941، وهو الثاني بين إخوته، وعاش في أسرة متوسطة الحال، وكان أبواه -كما يَذكر- على وفاق رائع مع أمّيّتِهما. درس الابتدائية في مدرسة أبي الحسن حيث حرص أبواه على تعليمه وتعليم إخوته، ويذكر من تلك الفترة يوم جلاء المستعمر الفرنسي لسوريا وصور جنود الاحتلال وهم يغادرون البلدة، وما يزال طعم الشعور بالحرية الذي شعره ذلك اليوم في ذائقته حتى الآن. كان طالباً مجداً ينافس على الدرجة الأولى في كل صف يرتقي إليه ونال الشهادة الابتدائية أولاً على البلدة كلها.
بعد الابتدائية طلب منه والده أن يترك الدراسة ليساعده في عمله التجاري فآلمه ذلك وشعر بأن المستقبل الذي كان يرنو إليه قد تبخر، ولكنه أطاع والده وزاول البيع والشراء ونظم له ديونه وسجلات زبائنه... وكم كان يتوارى خلف أكياس البضاعة عندما يمر من كانوا زملاؤه على الدكان في طريقهم إلى المدرسة وعيناه غارقتان بالدموع.
سافر الشيخ إلى مصر في السادسة عشرة من عمره باحثاً عن عمل بعد أن أفلس والده نتيجة ظروف ضيقت على البلدة بكاملها، ولكنه يقول: أنه أخفق أيما إخفاق وجرح نفسه جروحاً بالغة، ثم عاد ليعيش مع أسرته بعد انتقالها إلى حماة بلد أبيه الذي فتح فيه دكاناً يدر عليه ما يغطي الحاجات الأساسية، وعمل الشيخ في سرايا الحكومة كمتابع للمعاملات لقاء أجر بسيط ثم التقى بإخوةٍ أطهار يجمعون العلم والأدب والخشوع والتقوى، وكان قد قرأ بنفسه كتاب الإحياء وتهافت الفلاسفة وفضائح الباطنية للإمام الغزالي قراءة خاصة، وقرأ معهم في فقه العبادات وسيرة ابن هشام وتفسير القرطبي، كما جمع إلى العلم جلسات الذكر، وبعد 10 سنوات عاد فانتفض ليتابع تحصيله المدرسي، كان عمره آنذاك قد قارب الحادي والعشرين وقد تزوج في هذا السن زوجته الوحيدة وأم أولاده.
ومع العمل في دوائر الحكومة حيث عيّن على الشهادة الابتدائية، درس السادس (وكان يومها من المرحلة الإعدادية) والسابع في سنة واحدة، ثم تقدم إلى امتحان الإعدادية ودرس العاشر والحادي عشر في سنة واحدة وتقدم إلى الثانوية فنجح.
ويعلق الشيخ: كان هذا كرماً من ربي، ثم درس في جامعة بيروت قسم اللغة العربية السنة الأولى، ثم انتقل إلى جامعة دمشق وتخرج منها عام1970 وفي بيروت احتاج يوماً إلى قسط الجامعة فاختار بعضاً من كتبه الغالية عليه وأعطاها لأحد أحبابه ليبيعها له ويشاء الله أن يلتقي هذا الرجل بمن يعرف الشيخ فأخذ منه الكتب ودفع ثمنها أضعافاً وأوصى حامل الكتب بألا يخبر الشيخ عنه ليعيدها له بعد حين على صورة هدية.
التحق الشيخ بوزارة التربية والتعليم مدرساً في ثانوية محردة وهي قرية كبيرة من أعمال حماة، ثم سافر إلى الإمارات العربية المتحدة وتقدم للمقابلة بقصد الوظيفة وقُبل مدرساً في مدرسة العوير قرب دبي، ثم في مدرسة الأقصى ثم مدرسة بدر وأخيراً ثانوية دبي، وأثناء هذه الفترة اختارت الوزارة عدداً من المدرسين لتعديل مناهج التربية الإسلامية واختير الشيخ من هؤلاء كما كُلّف مع الشيخ مظهر قيمه رحمه الله بتأليف كتاب في علم التوحيد ليدرس في المعاهد العلمية في الدولة لطلاب الصف العاشر مع أن تخصص الشيخ في الأصل في اللغة العربية، وذلك لأدائه الممتاز في تدريس كل من اللغة العربية والتربية الإسلامية فضلاً عن دروس يومية بعد صلاة العشاء في مسجد خليفة بن سلطان في ديرة.
قدم استقالته عام 1998 وكان التوجه لإقامة معهد لتعليم اللغة العربية للناطقين وغير الناطقين بها وشارك في هذا المشروع الاستاذ الدكتور مازن المبارك ثم حالت حوائل بعد دراسة المشروع واستحضار برامجه دون إقامته. يمارس الشيخ التدريس والتربية منذ عقود في دروس عامة وخاصة، ومما درسه تفسير القرآن الكريم (القرطبي والنسفي) والسيرة النبوية (السيرة الشامية) وعلم التوحيد (شرح جوهرة التوحيد) وعلوم النحو والبلاغة والفقه على المذاهب الأربعة (في كتب مختلفة) وإحياء علوم الدين والأذكار وبداية الهداية للغزالي وكتاب الفتن لابن كثير وحياة الصحابة للكاندهلوي.
ومن الشيوخ الذين التقاهم فضيلته، وأخذ عنهم بنسب متفاوتة، مدةً وكمّاً، الشيخ محمد الحامد والشيخ عبد القادر عيسى والشيخ عبد الرحمن الشاغوري والشيخ محمد أديب الكيلاني، وقد كان حظه كبيراً من الشيخ أديب، إذ تلقى عنه أهم الكتب في علم التوحيد، حيث تلقاه الشيخ أديب عن مشايخ دمشق الراسخين في هذا العلم علماً وذوقاً، وقد أذن له الشيخ بتدريس هذا العلم، وكذلك كان للشيخ محمد بشير الشقفة فضل كبير عليه -كما يذكر- إذ كانت البدايات الرائعة على يديه، وكان العبق السلوكي كبيراً فيما كان يدرسه في تلك الحاضنة "دار الفقراء"، وكان لها طعمها الخاص في نفس الشيخ، على أن الشيخ عبد الرحمن الشاغوري قد أذن لالشيخ عبد الكريم تتان بالإرشاد العام وخط له بذلك الإذن وثيقة لدى الشيخ، كما حصل على إذن في علم التجويد من الشيخ الحافظ المقرئ محيي الدين الكردي، بواسطة الشيخ الحافظ المقرئ محمد الدروبي الذي استمع له القرآن الكريم كاملاً، ووقع بذلك على الإجازة الممهورة بخاتم الشيخ الكردي وتوقيعه.
ويشهد من عاشر الشيخ عبد الكريم تتان أنه رأى فيه أخلاق الإسلام العالية مع الزهد والورع، والرحمة والكرم، فهو يشمل كل من حوله برعاية أبوية، ولا يجلس إليه أحد إلا ويظن أنه الأول في المجلس ومحط الاهتمام والإقبال، فكم شمل حتى المخطئين والمقصرين برعاية تردهم إلى الصواب وبرفق يحوشهم إلى الحق، كما أنه عالم متشرع لا يقبل المساومة أو الترخص في حقائق التوحيد أو أحكام الشريعة مهما كان مصدره وأياً كان قائله، فضلاً عن حساسيته المرهفة وإحساسه بآلام المسلمين في كل العالم وهمومهم كافة.

## مؤلفاته
- المختار: كتاب الحديث من متون الأحاديث القصيرة.
- الأشاعرة.
- الرشوة.
- كتاب التوحيد - الصف الأول الثانوي (دولة الإمارات).
- تحقيق كتاب المدهش لابن الجوزي.
- التلخيص المبين من حديث جبريل الأمين.
- تحت راية القرآن.
- رسالة علمني كيف أصلي على مذهب السادة المالكية.
- رسالة الصلاة على المذهب الحنفي.
- مختصر في فقه العبادات على مذهب السادة الشافعية.
- آفة الرشوة ولباس الرعب.
- الحوت الحي والحوت المنحوت.
- ضمان الرزق والأجل.
- في آفاق الصيام.
- في رحاب التوبة والشكر.
- لمسات لقضايا ساخنة.
- منارات هادية من التاريخ.
- قالتا أتينا طائعين.
- عفريت من الجن.
- الليلة الخالدة.
- بصمة نبي وإعجاز مربٍّ.
- عون المريد في شرح جوهرة التوحيد في عقيدة أهل السنة والجماعة (ويقع في مجلدين).[2]

## وصلات خارجية
- الموقع الرسمي.